# Living for a Song: A Tribute to Hank Cochran
Living for a Song: A Tribute to Hank Cochran è il quarto album in studio del cantante di musica country statunitense Jamey Johnson, pubblicato il 6 ottobre 2012 con la Mercury Nashville. L'album è un tributo al cantautore Hank Cochran.

## Accoglienza
Thom Jurek di Allmusic ha valutato l'album con 4 stelle su 5, affermando che "Johnson non tenta di attirare l'attenzione su se stesso, ma presenta invece una serie di eccellenti interpretazioni delle canzoni di Cochran con se stesso come un'ancora" Il cantautore Stephen Deusner lo ha valutato 3 stelle e mezzo, dicendo che Johnson e gli altri artisti coinvolti "trattano queste canzoni con cautela, arrivando persino a ricreare delicatamente gli arrangiamenti countrypolitan degli originali. Se ciò rende qualche volta l'album eccessivamente familiare, significa anche che Johnson non si sforza mai di aggiornare queste canzoni o di discutere della loro rilevanza". Ha, inoltre, criticato la lunghezza dell'album e ha pensato che avrebbe potuto utilizzare artisti più giovani.
Insieme al grande successo di critica, l'album è stato nominato per il Grammy Award come miglior album country.

## Tracce
1. Make the World Go Away – 3:04 (Hank Cochran)
2. I Fall to Pieces – 4:41 (Hank Cochran, Harlan Howard)
3. A Way to Survive – 3:01 (Hank Cochran, Moneen Carpenter)
4. Don't Touch Me – 3:16 (Hank Cochran)
5. You Wouldn't Know Love – 2:42 (Hank Cochran, Dave Kirby)
6. I Don't Do Windows – 3:22 (Hank Cochran)
7. She'll Be Back – 2:44 (Hank Cochran, Dale Dodson, Red Lane)
8. Would These Arms Be in Your Way – 3:37 (Hank Cochran, Vern Gosdin, Red Lane)
9. The Eagle – 3:10 (Hank Cochran, Red Lane, Mack Vickery)
10. A-11 – 2:19 (Hank Cochran)
11. I'd Fight the World – 3:25 (Hank Cochran, Joe Alison)
12. "Don't You Ever Get Tired of Hurting Me" – 5:08 (Hank Cochran)
13. This Ain't My First Rodeo – 3:21 (Hank Cochran, Vern Gosdin, Max D. Barnes)
14. Love Makes a Fool of Us All – 3:14 (Hank Cochran, Glenn Martin)
15. Everything but You – 3:34 (Hank Cochran,  Willie Nelson)
16. Living for a Song – 3:13 (Hank Cochran, Bo Roberts, David James Holster)